# Overtime (Eishockey)
Die Overtime (deutsch Verlängerung) bezeichnet die Spielzeit im Eishockey, aber auch in weiteren Sportarten, nachdem die eigentliche Spielzeit bereits verstrichen ist. Wenn ein Spiel nach der eigentlichen Spielzeit nicht entschieden ist, gibt es in der Regel eine Verlängerung (oft Overtime genannt). Die Verlängerung während der Hauptrunde wird allerdings nicht in allen Ligen angewandt. Beinahe jeder Verband und jede Liga hat eigene Regeln bezüglich der Overtime.

## Varianten
Verlängerungen gibt es in verschiedensten Längen und Varianten, es ist auch unterschiedlich, ob drei, vier oder fünf Feldspieler pro Team auf dem Eis sein dürfen.
Varianten:
- begrenzt, nach Ablauf mit Unentschieden endend (angewandt in der regulären Saison der NHL bis zur Saison 2003/04)
- begrenzt, mit anschließendem Penaltyschießen (angewandt in der regulären Saison der NHL seit der Saison 2005/06)
- fortlaufend, in Perioden zu je 20 Minuten eingeteilt (angewandt in den Playoffs der NHL)

Des Weiteren kann jede dieser Varianten entweder im Sudden-Death-Modus ausgetragen oder das Ergebnis am Ende der festgelegten Verlängerungspielzeit abgerechnet werden.

## Overtimes in verschiedenen Ligen und Verbänden
Bei Länderspielen der Internationalen Eishockey-Föderation gibt es während der Gruppenphase keine Verlängerung, in den Playoffs jedoch zehn Minuten Overtime und dann Penaltyschießen.
In der National Hockey League wurde zur Saison 1983/84 wieder eine Sudden-Death-Overtime-Variante von maximal fünf Minuten Dauer eingeführt, nachdem die damalige Regular Season Overtime zuvor 1942 aus wirtschaftlichen und vor allem reisetechnischen Gründen abgeschafft worden war. Zuerst wurde eine Overtime-Niederlage wie eine Niederlage nach regulärer Spielzeit bewertet. Seit der Saison 1998/99 erhält ein Team, das eine Niederlage nach der Verlängerung hinnehmen muss, einen Punkt. Seit derselben Saison wird die Verlängerung auch nicht mehr wie gewohnt mit 5-gegen-5, sondern mit 4-gegen-4 Feldspielern gespielt. Ziel beider Änderungen war es, die Verlängerung offensiver zu gestalten und damit gleichzeitig die Zahl der Unentschieden zu reduzieren. Seit der Saison 2005/06 gibt es bei Unentschieden nach fünf Minuten Verlängerung ein Penaltyschießen (englisch: shootout), bei dem zunächst drei Spieler pro Team antreten. Seit der Saison 2015/16 wird mit 3-gegen-3 Feldspielern gespielt. Für einen Sieg in der Hauptrunde gibt es in der NHL zwei Punkte, egal ob er in der regulären Spielzeit, der Overtime oder dem Shootout erzielt wurde. Eine Mannschaft, die in der Verlängerung oder im Shootout unterliegt, erhält einen Punkt und eine Mannschaft, die in der regulären Spielzeit verliert, keinen.
In den NHL Playoffs gibt es eine fortlaufende 5-gegen-5 Sudden-Death-Overtime. Nach 20 Minuten gibt es eine Pause, das Eis wird neu bereitet und die Mannschaften wechseln nach der Pause die Seiten. Die höchste Anzahl an Verlängerungsdritteln, die in den NHL Playoffs jemals erreicht wurde, liegt bei sechs. Dies geschah am 24. März 1936, in einem Spiel zwischen den Detroit Red Wings und den Montreal Maroons, das die Red Wings mit 1:0 für sich entscheiden konnten.
In der finnischen SM-liiga wird während der Hauptrunde eine Sudden-Death-Overtime von fünf Minuten Länge mit anschließendem Penaltyschießen gespielt. In den Playoffs gibt es 20-minütige Sudden-Death-Overtime-Drittel.
In der österreichischen Liga gibt es in der Hauptrunde eine fünfminütige 3-gegen-3 Sudden-Death-Overtime mit anschließendem Penaltyschießen. In den Playoffs werden bei 5-gegen-5 fortlaufende Verlängerungen zu je 20 Minuten im Sudden-Death-Modus gespielt.
In der Deutschen Eishockey Liga wird in der Hauptrunde eine fünfminütige 3-gegen-3 Sudden-Death-Overtime (bis 2015 4-gegen-4) mit anschließendem Penaltyschießen gespielt. Der Sieger nach der regulären Spielzeit erhält drei, der Sieger nach Verlängerung bzw. Penaltyschießen zwei, der Verlierer nach Overtime einen und der Verlierer nach regulärer Spielzeit keine Punkte. In den Playoffs gab es bis zum Ende der Saison 2006/07 maximal nur ein Verlängerungsdrittel von 20 Minuten. War bis zum Ablauf der Extrazeit kein Tor gefallen, folgte wie in der Hauptrunde ein Penaltyschießen, um den Sieger zu ermitteln. Zur Spielzeit 2007/08 führte die Ligaleitung, nach dem Vorbild der NHL, eine fortlaufende Verlängerung in Abschnitten zu je 20 Minuten ein, bis eine Mannschaft das entscheidende Tor erzielt. Die Neuerung führte dazu, dass der seit 1995 bestehende Rekord für das längste DEL-Spiel zwischen dem 16. und 22. März 2008 dreimal überboten wurde. Das bislang längste Overtime-Spiel in der gesamten deutschen Eishockey-Geschichte war das dritte Playoff-Viertelfinale zwischen den Kölner Haien und den Adler Mannheim am 22. März 2008. Der Kölner Philip Gogulla erzielte in der sechsten Verlängerung den 5:4-Siegtreffer nach insgesamt 168:16 Minuten. Gleichzeitig wurde damit ein neuer Rekord als das längste Spiel im europäischen Eishockey aufgestellt.

## Längste Overtime-Spiele

### Nordamerika

#### National Hockey League
Das NHL-Playoffspiel zwischen den Detroit Red Wings und den Montreal Maroons vom 24. März 1936 war über 80 Jahre das längste Spiel der Eishockey-Geschichte. Der entscheidende Treffer fiel im sechsten Verlängerungsdrittel nach einer Gesamtspielzeit von 176:30 Minuten. Am 12. März 2017 wurde in Norwegen dieser Rekord gebrochen.
| #   | Dauer d. OT | Anzahl OT-Drittel | Siegreiche Mannschaft   | Ergebnis | Unterlegene Mannschaft | Datum           | Siegtorschütze  |
| --- | ----------- | ----------------- | ----------------------- | -------- | ---------------------- | --------------- | --------------- |
| 1.  | 116:30      | 6                 | Detroit Red Wings       | 1:0      | Montreal Maroons       | 24. März 1936   | Mud Bruneteau   |
| 2.  | 104:46      | 6                 | Toronto Maple Leafs     | 1:0      | Boston Bruins          | 3. April 1933   | Ken Doraty      |
| 3.  | 92:01       | 5                 | Philadelphia Flyers     | 2:1      | Pittsburgh Penguins    | 4. Mai 2000     | Keith Primeau   |
| 4.  | 90:27       | 5                 | Tampa Bay Lightning     | 3:2      | Columbus Blue Jackets  | 11. August 2020 | Brayden Point   |
| 5.  | 80:48       | 5                 | Mighty Ducks of Anaheim | 4:3      | Dallas Stars           | 24. April 2003  | Petr Sýkora     |
| 6.  | 79:47       | 4                 | Florida Panthers        | 3:2      | Carolina Hurricanes    | 18. Mai 2023    | Matthew Tkachuk |
| 7.  | 79:15       | 4                 | Pittsburgh Penguins     | 3:2      | Washington Capitals    | 24. April 1996  | Petr Nedvěd     |
| 8.  | 78:06       | 4                 | Vancouver Canucks       | 5:4      | Dallas Stars           | 11. April 2007  | Henrik Sedin    |
| 9.  | 70:18       | 4                 | Toronto Maple Leafs     | 3:2      | Detroit Red Wings      | 23. März 1943   | Jack McLean     |
| 10. | 69:03       | 4                 | Dallas Stars            | 2:1      | San Jose Sharks        | 4. Mai 2008     | Brenden Morrow  |

#### American Hockey League
| #   | Dauer d. OT | Anzahl OT-Drittel | Siegreiche Mannschaft  | Ergebnis | Unterlegene Mannschaft | Datum          | Siegtorschütze    |
| --- | ----------- | ----------------- | ---------------------- | -------- | ---------------------- | -------------- | ----------------- |
| 1.  | 86:48       | 5                 | Lehigh Valley Phantoms | 2:1      | Charlotte Checkers     | 9. Mai 2018    | Alex Krushelnyski |
| 2.  | 82:58       | 5                 | Philadelphia Phantoms  | 3:2      | Albany River Rats      | 24. April 2008 | Ryan Potulny      |
| 3.  | 74:56       | 4                 | Hamilton Bulldogs      | 2:1      | Houston Aeros          | 30. Mai 2003   | Michael Ryder     |
| 4.  | 74:08       | 4                 | New Haven Nighthawks   | 3:2      | Rochester Americans    | 10. April 1982 | Warren Holmes     |
| 5.  | 64:20       | 4                 | San Diego Gulls        | 3:2      | Bakersfield Condors    | 3. Mai 2019    | Max Comtois       |
| 6.  | 62:42       | 4                 | Syracuse Stars         | 3:2      | Cleveland Barons       | 4. April 1938  |                   |
| 7.  | 61:46       | 4                 | Pittsburgh Hornets     | 3:2      | Cleveland Barons       | 14. April 1953 |                   |
| 8.  | 60:16       | 4                 | Oklahoma City Barons   | 2:1      | Utica Comets           | 7. Mai 2015    | Curtis Hamilton   |
| 9.  | 59:47       | 3                 | Cleveland Barons       | 3:2      | Providence Reds        | 28. März 1939  |                   |
| 10. | 57:22       | 3                 | Rockford IceHogs       | 4:3      | Chicago Wolves         | 26. April 2018 | Victor Ejdsell    |

#### ECHL
In der ECHL dauerte die längste Begegnung insgesamt 137:18 Minuten. Die Idaho Steelheads bezwangen die Colorado Eagles am 28. April 2014 mit 3:2.
| #   | Dauer d. OT | Anzahl OT-Drittel | Siegreiche Mannschaft    | Ergebnis | Unterlegene Mannschaft   | Datum          | Siegtorschütze     |
| --- | ----------- | ----------------- | ------------------------ | -------- | ------------------------ | -------------- | ------------------ |
| 1.  | 77:18       | 4                 | Idaho Steelheads         | 3:2      | Colorado Eagles          | 28. April 2014 | David de Kastrozza |
| 2.  | 66:10       | 4                 | Elmira Jackals           | 5:4      | Trenton Devils           | 10. April 2009 | Josh Aspenlind     |
| 3.  | 64:19       | 4                 | South Carolina Stingrays | 4:3      | Gwinnett Gladiators      | 6. April 2012  | Zach Tarkir        |
| 4.  | 61:24       | 4                 | Greenville Grrrowl       | 3:2      | Louisiana IceGators      | 5. Mai 2000    | Martin Máša        |
| 5.  | 55:19       | 3                 | Jackson Bandits          | 5:4      | Louisiana IceGators      | 5. April 2002  | Bogdan Rudenko     |
| 6.  | 53:30       | 3                 | Alaska Aces              | 4:3      | Las Vegas Wranglers      | 2. Mai 2006    | Cam Keith          |
| 7.  | 50:37       | 3                 | Mississippi Sea Wolves   | 4:3      | South Carolina Stingrays | 13. April 1999 | Kevin Hilton       |
| 8.  | 48:13       | 3                 | Las Vegas Wranglers      | 3:2      | Idaho Steelheads         | 6. April 2011  | Dustin Friesen     |
| 9.  | 48:08       | 3                 | Adirondack Thunder       | 3:2      | Manchester Monarchs      | 7. Mai 2018    | Mathieu Brodeur    |
| 10. | 46:30       | 3                 | Pee Dee Pride            | 4:3      | Mississippi Sea Wolves   | 2. Mai 1999    | Rick Bennett       |

#### Quebec Major Junior Hockey League
| #   | Dauer d. OT | Anzahl OT-Drittel | Siegreiche Mannschaft           | Ergebnis | Unterlegene Mannschaft       | Datum          | Siegtorschütze   |
| --- | ----------- | ----------------- | ------------------------------- | -------- | ---------------------------- | -------------- | ---------------- |
| 1.  | 86:31       | 5                 | Olympiques de Hull              | 3:2      | Tigres de Victoriaville      | 19. März 1999  | Brock Boucher    |
| 2.  | 81:42       | 4                 | Cape Breton Eagles              | 3:2      | Drakkar de Baie-Comeau       | 4. April 2025  | Angelo Fullerton |
| 3.  | 72:57       | 4                 | Cape Breton Screaming Eagles    | 3:2      | Remparts de Québec           | 3. April 2009  | Robert Slaney    |
| 4.  | 69:15       | 4                 | Océanic de Rimouski             | 3:2      | Saguenéens de Chicoutimi     | 23. März 2019  | D’Artagnan Joly  |
| 5.  | 56:14       | 3                 | Titan d’Acadie-Bathurst         | 4:3      | Halifax Mooseheads           | 11. Mai 2022   | Riley Kidney     |
| 6.  | 54:26       | 3                 | Cape Breton Screaming Eagles    | 5:4      | Voltigeurs de Drummondville  | 24. März 2018  | Oliver Bourret   |
| 7.  | 52:26       | 3                 | Armada de Blainville-Boisbriand | 3:2      | Foreurs de Val-d’Or          | 3. April 2016  | Philippe Sanche  |
| 8.  | 46:37       | 3                 | Drakkar de Baie-Comeau          | 4:3      | Titan d’Acadie-Bathurst      | 21. April 2001 | Yanick Lehoux    |
| 9.  | 43:50       | 3                 | Collège Français de Longueuil   | 5:4      | Olympiques de Hull           | 26. März 1990  | Sylvain Fleury   |
| 10. | 43:02       | 3                 | Halifax Mooseheads              | 4:3      | Cape Breton Screaming Eagles | 8. April 2008  | Jakub Voráček    |

#### National Collegiate Athletic Association
Das längste Spiel in der National Collegiate Athletic Association wurde am 12. März 2010 ausgetragen. In der Viertelfinal-Runde der ECAC Hockey bezwang die Quinnipiac University das Union College nach 150:22 Minuten Gesamtspielzeit – also 90:22 Minuten Overtime – mit 3:2.

### Europa

#### Deutsche Eishockey Liga
Am 22. März 2008, in der DEL-Partie zwischen den Kölner Haien und den Adler Mannheim, erzielte Philip Gogulla den Siegtreffer nach 168:16 Minuten im neunten Drittel der Begegnung. Mit Pausen und Unterbrechungen dauerte die Partie etwas über sechseinhalb Stunden. Es ist damit das längste jemals ausgetragene Eishockeyspiel in Deutschland und war bis 2017 das längste in Europa ausgetragene Spiel der Eishockey-Geschichte.
| #   | Dauer d. OT | Anzahl OT-Drittel | Siegreiche Mannschaft | Ergebnis | Unterlegene Mannschaft  | Datum         | Siegtorschütze   |
| --- | ----------- | ----------------- | --------------------- | -------- | ----------------------- | ------------- | ---------------- |
| 1.  | 108:16      | 6                 | Kölner Haie           | 5:4      | Adler Mannheim          | 22. März 2008 | Philip Gogulla   |
| 2.  | 57:47       | 3                 | Iserlohn Roosters     | 3:2      | Frankfurt Lions         | 20. März 2008 | Michael Wolf     |
| 3.  | 50:40       | 3                 | Eisbären Berlin       | 4:3      | Straubing Tigers        | 3. Apr. 2024  | Lean Bergmann    |
| 4.  | 50:00       | 3                 | Kölner Haie           | 4:3      | EHC München             | 16. März 2011 | Philip Gogulla   |
| 5.  | 48:09       | 3                 | Hannover Scorpions    | 3:2      | Nürnberg Ice Tigers     | 30. März 2010 | David Wolf       |
| 6.  | 45:54       | 3                 | Adler Mannheim        | 3:2      | Grizzly Adams Wolfsburg | 22. März 2013 | Matthias Plachta |
| 7.  | 43:34       | 3                 | Augsburger Panther    | 2:1      | EHC Red Bull München    | 7. Apr. 2019  | Brady Lamb       |
| 8.  | 43:17       | 3                 | Eisbären Berlin       | 3:2      | Straubing Tigers        | 3. März 2017  | Jamie MacQueen   |
| 9.  | 41:12       | 3                 | EHC Red Bull München  | 2:1      | Augsburger Panther      | 3. Apr. 2019  | Mark Voakes      |
| 10. | 40:28       | 3                 | Eisbären Berlin       | 4:3      | Adler Mannheim          | 19. März 2017 | Marcel Noebels   |

#### ICE Hockey League / Erste Bank Eishockey Liga (Österreich)
Seit dem 16. März 2019 ist die EBEL-Partie zwischen dem Klagenfurter AC und dem HC Bozen das längste Spiel in der Geschichte der Erste Bank Eishockey Liga.
| #   | Dauer d. OT | Anzahl OT-Drittel | Siegreiche Mannschaft | Ergebnis | Unterlegene Mannschaft | Datum         | Siegtorschütze         |
| --- | ----------- | ----------------- | --------------------- | -------- | ---------------------- | ------------- | ---------------------- |
| 1.  | 60:53       | 4                 | Klagenfurter AC       | 4:3      | HC Bozen               | 16. Mär. 2019 | Johannes Bischofberger |
| 2.  | 51:39       | 3                 | EC Red Bull Salzburg  | 3:2      | EC VSV                 | 13. März 2015 | John Hughes            |
| 3.  | 43:55       | 3                 | Vienna Capitals       | 4:3      | HC Innsbruck           | 28. Feb. 2017 | Taylor Vause           |
| 4.  | 36:38       | 2                 | Klagenfurter AC       | 1:0      | Graz 99ers             | 29. Mär. 2019 | Siim Liivik            |
| 5.  | 35:28       | 2                 | EC Red Bull Salzburg  | 3:2      | HDD Olimpija Ljubljana | 8. März 2011  | Matthias Trattnig      |
| 6.  | 27:24       | 2                 | Orli Znojmo           | 6:5      | Klagenfurter AC        | 7. März 2015  | Ondrej Sedivy          |
| 7.  | 26:21       | 2                 | Vienna Capitals       | 3:2      | HC Bozen               | 17. März 2017 | Taylor Vause           |
| 8.  | 22:37       | 2                 | Klagenfurter AC       | 3:2      | Orli Znojmo            | 5. März 2017  | Thomas Koch            |
| 9.  | 22:27       | 2                 | EC Red Bull Salzburg  | 4:3      | Black Wings Linz       | 5. Apr. 2010  | Doug Lynch             |
| 10. | 21:02       | 2                 | EC Red Bull Salzburg  | 6:5      | Klagenfurter AC        | 12. Apr. 2024 | Troy Bourke            |

#### Schweiz (National und Swiss League)
In der Schweiz wurde die unendliche Overtime in der Saison 2017/18 eingeführt. Das längste Spiel fand am 21. März 2019 statt; der SC Bern bezwang Genève-Servette nach 117:43 Minuten mit 3:2.
| #   | Liga          | Dauer d. OT | Anzahl OT-Drittel | Siegreiche Mannschaft | Ergebnis | Unterlegene Mannschaft    | Datum         | Siegtorschütze       |
| --- | ------------- | ----------- | ----------------- | --------------------- | -------- | ------------------------- | ------------- | -------------------- |
| 1.  | NL            | 57:43       | 3                 | SC Bern               | 3:2      | Genève-Servette HC        | 21. Mär. 2019 | Mark Arcobello       |
| 2.  | NL            | 54:06       | 3                 | Genève-Servette HC    | 3:2      | HC Lugano                 | 18. Mär. 2023 | Marc-Antoine Pouliot |
| 3.  | NL            | 46:44       | 3                 | Lausanne HC           | 3:2      | HC Fribourg-Gottéron      | 3. April 2024 | Jason Fuchs          |
| 4.  | NL            | 44:58       | 3                 | HC Fribourg-Gottéron  | 3:2      | Lausanne HC               | 29. Mär. 2022 | Philippe Furrer      |
| 5.  | SL            | 44:41       | 3                 | SC Langenthal         | 4:3      | EHC Olten                 | 21. Feb. 2020 | Mathieu Maret        |
| 6.  | NL            | 42:32       | 3                 | EHC Kloten            | 3:2      | SC Rapperswil-Jona Lakers | 17. Apr. 2018 | Denis Hollenstein    |
| 7.  | NL-Relegation | 40:53       | 3                 | EHC Visp              | 3:2      | HC Ajoie                  | 1. Apr. 2025  | Jacob Nilsson        |
| 8.  | SL            | 40:26       | 3                 | HC Thurgau            | 3:2      | SC Langenthal             | 25. Mär. 2021 | Jonathan Ang         |
| 9.  | SL            | 38:23       | 2                 | GCK Lions             | 5:4      | HC La Chaux-de-Fonds      | 19. Mär. 2024 | Marlon Graf          |
| 10. | SL            | 37:58       | 2                 | HC La Chaux-de-Fonds  | 4:3      | EHC Visp                  | 15. Mär. 2022 | Julien Privet        |

#### Kontinentale Hockey-Liga
Das bisher längste Spiel der Kontinentalen Hockey-Liga fand am 22. März 2018 statt. Im Viertelfinale der KHL-Playoffs der Saison 2017/18 besiegte Jokerit Helsinki den HK ZSKA Moskau im fünften Spiel der Serie durch einen Treffer von Mika Niemi mit 2:1. Die Gesamtspielzeit der Partie betrug 142:09 Minuten und dauerte mit Pausen und Unterbrechungen etwas über sechs Zeitstunden. Die Begegnung zwischen Helsinki und Moskau löste die bisherige Bestmarke von 126:14 Minuten ab, die der HK Donbass Donezk und der HC Lev Prag vor fast vier Jahren auf den Tag genau aufgestellt hatten.
| #   | Dauer d. OT | Anzahl OT-Drittel | Siegreiche Mannschaft      | Ergebnis | Unterlegene Mannschaft    | Datum         | Siegtorschütze            |
| --- | ----------- | ----------------- | -------------------------- | -------- | ------------------------- | ------------- | ------------------------- |
| 1.  | 82:09       | 5                 | Jokerit Helsinki           | 2:1      | HK ZSKA Moskau            | 22. März 2018 | Mika Niemi                |
| 2.  | 66:14       | 4                 | HK Donbass Donezk          | 4:3      | HC Lev Prag               | 21. März 2014 | Andrei Konew              |
| 3.  | 58:48       | 3                 | Sewerstal Tscherepowez     | 3:2      | Lokomotive Jaroslawl      | 25. Feb. 2013 | Denis Kasionow            |
| 4.  | 156:42 1    | 3                 | Awtomobilist Jekaterinburg | 4:3      | Amur Chabarowsk           | 6. März 2013  | Branislav Mezei           |
| 5.  | 56:35       | 3                 | HK Metallurg Magnitogorsk  | 3:2      | Admiral Wladiwostok       | 12. März 2014 | Danis Saripow             |
| 6.  | 53:24       | 3                 | Salawat Julajew Ufa        | 2:1      | Torpedo Nischni Nowgorod  | 11. März 2014 | Alexander Stepanow        |
| 7.  | 51:12       | 3                 | SKA Sankt Petersburg       | 0:1      | HK ZSKA Moskau            | 26. März 2016 | Geoff Platt               |
| 8.  | 49:11       | 3                 | HK Awangard Omsk           | 3:2      | HK Metallurg Magnitogorsk | 15. März 2011 | Andrei Perwyschin         |
| 9.  | 48:54       | 3                 | Ak Bars Kasan              | 2:1      | HK Traktor Tscheljabinsk  | 22. März 2012 | Danis Saripow             |
| 10. | 45:14       | 3                 | HK Awangard Omsk           | 2:1      | Admiral Wladiwostok       | 22. Feb. 2017 | Alexander Kutscherjawenko |

#### Schweden
Die Drittliga-Partie zwischen dem Osby IK und Mariestad BoIS im Jahr 1993 war mit einer Gesamtspielzeit von 148:42 Minuten, also fünf Overtime-Dritteln, lange Zeit das längste Spiel der europäischen Eishockey-Geschichte.

#### Norwegen
Am 12. März 2017 wurde das Spiel Storhamar Dragons gegen Sparta Warriors erst nach einer Spielzeit von 217:14 Minuten, also in der achten Verlängerung entschieden. Es löste damit das NHL-Playoffspiel zwischen den Detroit Red Wings und den Montreal Maroons vom 24. März 1936 als das längste Eishockeyspiel der Geschichte ab. Die Dauer der Overtime betrug 157:14 Minuten, wodurch das Spiel kurz vor dem Ende des elften Drittels beendet war.